# Achraf Hakimi
Achraf Hakimi Mouh (Madrid, 4. studenoga 1998.) marokanski je nogometaš koji igra na poziciji desnog beka.

## Klupska karijera

### Rana karijera
Kao osmogodišnjak prešao je 2006. iz madridskog kluba Colonia Ofigevi u Real Madrid.

### Real Madrid
Hakimi je za Real Madrid debitirao 2016. u prvom susretu prijateljskog turnira International Champions Cup u kojem je Real Madrid izgubio 3:1 od Paris Saint-Germaina.
Za Real Madrid Castillu, Realovu drugu momčad, debitirao je 20. kolovoza 2016. u ligaškoj utakmici protiv druge momčadi Real Sociedada koja je poražena 3:2. Svoj prvi pogodak za Real Madrid Castillu postigao je 25. rujna 2016. u ligaškoj utakmici protiv Fuenlabrade koja je završila 1:1.
Dana 19. kolovoza 2017. Hakimi je promoviran u Realovu prvu momčad kako bi bio zamjena Daniju Carvajalu i Nachu. Za prvu momčad Reala debitirao je 1. listopada u utakmici La Lige u kojoj je Real dobio Espanyol 2:0. Svoj prvi ligaški pogodak postigao je 9. prosinca 2017. protiv Seville koja je poražena s visokih 5:0. Dvaput je nastupao u UEFA Ligi prvaka 2017./18. koju je osvojio s Realom. Time je postao prvi Marokanac koji je osvojio UEFA Ligu prvaka.

### Borussia Dortmund
Dana 11. srpnja 2018. Real je poslao Hakimija na dvogodišnju posudbu u Borussiju Dortmund. Svoj prvi klupski pogodak postigao je u utakmici Bundeslige protiv 1. FC Nürnberga koja je završila 7:0. Dana 24. listopada 2018. Hakimi je ostvario svoj klupski debi u UEFA Ligi prvaka te je pritom tri puta asistirao protiv Atlético Madrida koji je poražen 4:0. S Borussijom je osvojio DFL-Supercup 2019. Svoja prva dva gola u UEFA Ligi prvaka postigao je 2. listopada 2019. kada je postigao jedina dva gola na utakmici grupne faze UEFA Lige prvaka 2019./20. protiv Slavije Prag. U istom natjecanju postigao je dva pogotka 5. studenog 2019. u utakmici protiv Inter Milana kojeg je Borussia Dortmund dobila 3:2.

### Inter Milan
Dana 2. srpnja 2020. Hakimi je potpisao petogodišnji ugovor s Inter Milanom za navodnih 40 milijuna eura. Za Inter Milan debitirao je te pritom asistirao 26. rujna kada je Inter Milan u utakmici Serie A pobijedio Fiorentinu 4:3. Četiri dana kasnije postigao je pogodak u svom idućem ligaškom nastupu za klub i to protiv Beneventa koji je poražen 5:2. S Interom je u sezoni 2020./21. osvojio talijansko prvenstvo.

### Paris Saint-Germain
Hakimi je 6. srpnja 2021. potpisao petogodišnji ugovor s Paris Saint-Germainom. Paris Saint-Germain platio je Inter Milanu 60 milijuna eura, iznos koji preko bonusa može narasti na 71 milijuna eura. Svoj ligaški debi i prvi ligaški pogodak Hakimi je ostvario 7. kolovoza 2021. protiv Troyesa koji je poražen 1:2. Dana 22. rujna 2021. Hakimi je postigao dva gola u ligaškoj utakmici protiv Metza koja je završila 2:1.

## Reprezentativna karijera
Za Maroko je debitirao 11. listopada 2016. u prijateljskoj utakmici protiv Kanade koja je poražena 4:0. Svoj prvi gol za reprezentaciju Hakimi je postigao 1. rujna 2017. protiv Malija koji je poražen 6:0.
Bio je član marokanske reprezentacije na Svjetskom prvenstvu 2018. održanom u Rusiji. Dana 10. studenog 2022. uvršten je u marokansku momčad za Svjetsko prvenstvo 2022. S Marokom je osvojio 4. mjesto na tom izdanju Svjetskog prvenstva. Bio je dio marokanske momčadi na Afričkom kupu nacija 2023.

## Priznanja

### Individualna
- Afrički mladi igrač godine prema CAF-u: 2018.,[38] 2019.[39][40]
- Mladi igrač mjeseca Bundeslige: rujan 2018.,[41] studeni 2018.,[42] prosinac 2019.[43]
- Član momčadi godine Bundeslige: 2019./20.[44]
- Afrički nogometaš godine prema Lion d'Oru: 2019.[45][46]
- Član idealne momčadi UEFA Lige prvaka do 24 godine: 2019.[47]
- Nagrada Globe Soccer Awards za najboljeg mladog arapskog nogometaša godine: 2019.[48]
- Član afričke momčadi godine prema Goalu: 2018.,[49] 2019.[50]
- Član afričke momčadi godine prema France Footballu: 2018.,[51] 2019.,[52] 2020.,[53] 2021.[54]
- Član momčadi godine prema CAF-u: 2019.[40]
- Član momčadi godine prema ESM-u: 2020./21.[55]
- Član IFFHS-ove najbolje momčadi Maroka u povijesti[56]
- Član afričke momčadi godine prema IFFHS-u: 2020.,[57] 2021.,[58] 2022.,[59] 2023.,[60] 2024.[61]
- Član momčadi svijeta prema IFFHS-u: 2021.,[62] 2022.[63]
- Član momčadi godine CAF-a: 2019.,[40] 2023.,[64] 2024.[65]
- Član najbolje momčadi natjecanja Afričkog kupa nacija: 2021.[66]
- Član momčadi godine Serie A: 2020./21.[67]
- Najbolji marokanski igrač koji igra u inozemstvu: 2020./21., 2021./22.[68]
- Član momčadi sezone Ligue 1: 2022./23.,[69] 2023./24.,[70] 2024./25.[71]
- Prix Marc-Vivien Foé: 2024./25.[72][73]

### Klupska
Real Madrid Castilla
- Copa del Rey Juvenil: 2017.[74]

Real Madrid
- UEFA Liga prvaka: 2017./18.[75]
- Supercopa de España: 2017.[76]
- UEFA Superkup: 2017.[77]
- FIFA Svjetsko klupsko prvenstvo: 2017.[78]

Borussia Dortmund
- DFL-Supercup: 2019.[18]

Inter Milan
- Serie A: 2020./21.[25]

Paris Saint-Germain
- Ligue 1: 2021./22.,[79][80] 2022./23.,[81] 2023./24.,[82] 2024./25.[83]
- Coupe de France: 2023./24.[84]
- Trophée des Champions: 2022.,[85][86] 2023.,[87] 2024.[88]

### Reprezentativna
- Olimpijske igre (brončana medalja): 2024.[89]

## Vanjske poveznice
- Profil, Paris Saint-Germain